# 初恋サクラメント
『初恋サクラメント』（はつこいサクラメント）は、Purple softwareが2010年12月24日に発売したWindows用恋愛アドベンチャーゲームである。通称はっさく・さくはら。

## 概要
学園の人助けの部活・大空部、教会と牧師館などを舞台に展開する恋愛アドベンチャーゲームである。
シナリオ担当のなかひろによれば、作品のテーマは「自由」で、学園生徒としての自由・クリスチャンとしての自由などを意識して執筆したという。
ゲームシステムはオーソドックスな選択肢によるアドベンチャー形式。画面が1280×720ドットのワイドサイズになっており、セリフのウインドウが各キャラクターの立ち絵の上に表示されるなど、ワイド画面を生かした作りになっている。
攻略ヒロインは4人で、各ヒロインルートをクリアすると「おまけ」メニューでアフターストーリーが見られる。また、4人全員をクリアすると、全ての謎が明かされる「ヒカリグランドエンド」が開かれる。

## ストーリー
柊勇飛は、春からミレニア学園に入学することになり、それまで2人暮らししていた姉と離れるため、安いアパートを探し始めた。偶然通りかかった「秘跡荘」（ひせきそう）で、「隣の教会で入信すれば家賃無料」という条件に惹かれ、102号室に入居を決める。いよいよ引越しの日、秘跡荘の隣の教会へ入ると、何と全裸の少女が倒れていた。ヒカリと名乗るその少女はほとんどの記憶を失っていたが、秘跡荘に大きな関わりがあるらしく、大家のノアの提案で記憶が戻るまで102号室で勇飛と同居することに。そして新学期、勇飛と共にミレニア学園へ入学したヒカリは、人助けの部活「大空部」を立ち上げる。かくして学園では大空部、週末は教会行事の手伝い、家へ帰ればヒカリとの同居生活という、勇飛の慌しい日々が始まった。

## キャラクター

### 主人公
柊 勇飛（ひいらぎ ゆうひ）
ミレニア学園1年生。両親は事故で亡くなっており、姉の旭と2人暮らしだったが、学園入学を機に姉離れを決意して秘跡荘へ引っ越した。本来は1人暮らしの予定が、偶然拾ったヒカリと102号室で同居することになる。（2LDKで居間・台所・風呂は共用だが寝室は別）。飛行機に大きな興味を持っていて、前の学校では航空部でグライダーに乗り、今でも暇があると手近な紙で紙飛行機を折る癖がある。学園ではヒカリに引きこまれて人助けのための大空部に加わり、部のメンバーや学生会と深い関わりを持つことになる。また、大家のノアに頼まれ、週末はヒカリと一緒に教会の行事運営を手伝っている（給金が出るのでバイト代わり）。

### 大空部（ヒロイン達）
大空部は、ヒカリがリーダーとなって、学生の悩みを手助けするために立ち上げられた。部の名前は、ヒカリが空が好きなのと、勇飛に聞いた「航空部」からのパクリ。特別教室棟の第二多目的室を部室にしている。普段はいろは手作りのお菓子でのんびりお茶を楽しむことが多いが、たまに学生から相談を持ちかけられて忙しく活動したり、大きな事件に巻き込まれることもある。創部時に（ノアの手配で）学園側から学生会に圧力がかかったいきさつから、学生会とは何かと対立する関係。
ヒカリ
声：桃井いちご
学園1年生で勇飛と同級。秘跡荘隣の教会で倒れていた不思議な少女。過去の記憶をほとんど失っているが、どうやら秘跡荘の102号室と大きな関わりがあって、ここで何か成すべきことがあるらしい。ノアの提案で、記憶が戻るまで102号室で勇飛と同居することになった。また「人を助ける」ことにもこだわっており、学園で人助けのための大空部を立ち上げ、勇飛や他のメンバーを引き込んだ。素直で真面目なクリスチャンで、恋愛方面には奥手。102号室では勇飛のだらしなさからケンカすることもある。家事は不得意だったが、同居生活中に次第に慣れてきて、よく勇飛と2人分の食事を作っている。
春日井 いろは（かすがい いろは）
声：鮎川ひなた
学園1年生で勇飛と同級。おっとり穏やかで優しい。勇飛とは前の学校でも同級生で同じ航空部だったが、怖がりでグライダーには乗っていなかった。「航空部に負けない楽しい部活がしたい」と大空部へ入部した。お菓子作りが得意で、大空部ではいろはの差し入れのお菓子でお茶をするのが定番。
夜咲 星見（やざき ほしみ）
声：夏野こおり
学園1年生で、勇飛・ヒカリ・いろはの隣のクラス。体が弱く、外を歩く時は日傘を常備しており、何かあるとすぐ傘の陰に隠れてしまう引っ込み思案でシャイな性格。しかし実は実家が剣道の道場で、彼女も小さい頃から修練を積んでおり、いざとなると傘を得物に大立ち回りを演じる。大空部へ悩み相談に来て、その後入部した。
南雲 岬（なぐも みさき）
声：五行なずな
学園2年生で勇飛達の先輩。学生会長・樹の妹。学生会では庶務担当で、大空部と学生会のパイプ役になることもある。ものすごい記憶力を持っているが、性格はネコのようにわがままで気まぐれ（実際にネコ耳が生える描写もある）。勇飛に思わせぶりにアプローチしては他の部員（特にヒカリ）からたしなめられており、およそ先輩らしくない小悪魔的な存在。

### ミレニア学園生
ミレニア学園は元はミッションスクールだったが、数年前から運営側の独断で一般校へと方針を転換した。その影響で一時学内は荒れていたが、学生会の管理や施策により、現在は落ち着いてきている。今でもクリスチャンの学生が多く、キリスト教系の学校行事は若干残っているものの、学生は基本的に自由参加となっている。
南雲 樹（なぐも いつき）
声：角川竜二
学園3年生で岬の兄。学生会で会長を務める。仕事能力は高いが、物事全般に対して斜に構えたりおちゃらけたりすることが多く、なかなか真意が掴めない。学生会の仕事もサボってばかりで、その度に副会長の鏡香と言い合い、真一が両者をなだめるのが学生会の日常。妹の岬に対しては過保護で、いつも気にかけている。
栄原 鏡香（さかえはら きょうか）
声：木村あやか
学園3年生で学生会副会長。真っ直ぐ生真面目で融通の利かない性格で、会長の樹と始終対立している。熱心なクリスチャンで、樹を連れて教会の行事にもよく参加する。合気道を嗜み、かなりの使い手。
外丸 真一（とまる しんいち）
声：城樹翔
学園3年生で学生会の会計。いつも自然体な雰囲気で実務をこなしつつ、言い争う樹と鏡香をフォローする役回りになっている。
久良知 文雪（くらち ふゆき）
声：風音
学園2年生。頭脳明晰な学生会書記。宇宙科学研究部に所属し、コツコツと研究に励んでいる。交友範囲が狭く、岬が唯一の友達で、学生会も岬に引きこまれて加わった。
園原 由梨（そのはら ゆり）
声：桜川未央
学園1年生で宇宙科学研究部に所属。前向きで明るい性格だが百合の気があり、文雪を「お姉さま」と呼んで慕っている。
内海 春子（うつみ はるこ）
声：佐々留美子
学園2年生で化学部の部長。熱心に研究活動をしているようだが、その実態は謎に包まれている。部室は宇宙科学研究部と共同だが、文雪との仲はあまり良くない。
夏目 摩子（なつめ まこ）
声：榊るな
学園1年生。前の学校で、勇飛やいろはと一緒に航空部に所属していた。その縁から勇飛に盛んにアプローチしてくる。
山下（やました）
声：小池竹蔵
学園2年生。星見の家の道場に通う門下生で、星見に気があるらしい。

### その他のキャラクター
ノア
声：佐々留美子
秘蹟荘の大家で牧師。見た目はチビで子どもだが年齢不詳。周囲からはよく子ども扱いされ、頭を撫でられたりぽんぽん叩かれたりしているが、時折深い洞察や含蓄のある言葉を発する。秘蹟荘は元々牧師館だった建物を信者にも開放しており、家賃や敷金・礼金は不要だが（光熱水費のみ必要）、隣の教会で洗礼を受けて入信することが入居の条件。教会では毎週日曜日の聖餐式（ミサ）などの行事を開催していて、彼女はそれらを取り仕切り、信者向けの説教もしている。
柊 旭（ひいらぎ あさひ）
声：遠野そよぎ
勇飛の姉。芸大生でデザイン系の学科を専攻している。両親が亡くなってから勇飛と2人暮らしで、様々な家事やバイトをして親代わりに世話してきた。勇飛は彼女の負担を考えて秘蹟荘へ引っ越したのだが、本人はブラコンで弟離れできておらず、勇飛が戻ってくることを願っている。
遊田（ゆだ）
声：湖月紅れ葉
秘蹟荘の201号室に住むシスターで、勇飛のクラスの担任教師。教科は音楽で、学生指導も担当している。思い切りダメな大人で、よく寝坊してはノアに叩き起こされ、学園でも勇飛やヒロイン達に妙な格言や下ネタ話で絡んでいる。週末の教会行事では、パイプオルガンで賛美歌の伴奏をしている。
姫（ひめ）
声：風音
勇飛の両親が勤めていた会社の社長の孫娘。勇飛とは以前から知り合いで、「お兄ちゃん」と呼んで甘え、紙飛行機の折り方を教わっている。勇飛に会いたさに1人でこっそり秘跡荘や教会へやってきて、騒ぎになることも多い。
楓（かえで）
声：榊るな
姫のお付きのメイドで、多忙な両親の代わりに世話をしている。家事のエキスパートだが、姫を溺愛しており、興奮のあまり鼻血を出してしまう事もある。姫のためなら人殺しも辞さないほどの勢いで、勇飛にも事あるごとに釘を刺している。
夜咲（やざき）
声：小池竹蔵
星見の父。剣道道場の師範で、空手や柔道も有段者。娘の星見に対してもこれまで厳しく指導してきた。温和で礼儀正しい人物。

## スタッフ
- 原画：三日月モ、皐月徒兎、鳥取砂丘
- シナリオ：なかひろ

## 主題歌
オープニングテーマ「青空の約束」
作詞：石川泰 / 作曲・編曲：安瀬聖 / 歌：橋本みゆき
エンディング主題歌「君のいない世界」
作詞・作曲・編曲：Dream's End / 歌：小夏ミナト
初回限定版同梱のオリジナルサウンドトラック（CD2枚組）に、「青空の約束」フルバージョン／ショートバージョン／インストゥルメンタル、「君のいない世界」ショートバージョン、全BGMが収録されている。また、企画アルバム『Purple Software サウンドクロニクル』に、両曲のフルバージョンが収録されている。